# Samuel Greatheed
Samuel Greatheed (anglès: Samuel Stephenson Greatheed)  (Somerset, 22 de febrer de 1813 - Corringham, 19 de gener de 1887) va ser un clergue, músic i matemàtic anglès.

## Vida i obra
Greatheed va estudiar al Trinity College (Cambridge) entre 1831 i 1835. Després de graduar-se com quart wrangler, va ser nomenat fellow del College, però va deixar el càrrec en casar-se el 1838 (els fellows del Trinity havien de ser solters). En aquest període va fundar, juntament amb Duncan Gregory i Robert Leslie Ellis, el Cambridge Mathematical Journal del qual no solament va ser un dels principals contribuïdors en els primers exemplars, sinó que va ser un dels impulsors de la interpretació dels símbols matemàtics que acabaria imposant-se.
El 1838 va ser ordenat diaca i el 1840 sacerdot, assumint la vicaria de la parròquia londinenca de West Drayton. Va estar-se uns mesos a Berlín estudiant música i a partir de 1844 va estudiar contrapunt, tot i que no es coneix gran cosa de la seva activitat, fins que va ser nomenat rector de Corringham (Essex) el 1862. Va morir en aquesta vila el 1887
Va composar diverses obres de música religiosa: un Magnificat, un Te Deum, etc., a més d'un oratori (La profecia d'Henoc) i una música commemorativa del bisbe d'Ely, Thomas Cox (segle XVI).
També son notables els seus treballs d'història de la música i de musicologia, en els que esbossa una estructura força original de la relació entre la música i l'arquitectura religioses.